# یارومیر یاگر
یارومیر یاگر (چکی: Jaromír Jágr؛ زادهٔ ۱۵ فوریهٔ ۱۹۷۲) بازیکن هاکی روی یخ اهل چکسلواکی و جمهوری چک بود.
از باشگاه‌هایی که در آن بازی کرده‌است می‌توان به فیلادلفیا فلایرز، کلگری فلیمس، و نیویورک رنجرز اشاره کرد.